# Melanoidyna
Melanoidyny – polimery o dużej masie cząsteczkowej o brązowej barwie. Tworzą się podczas reakcji Maillarda, z połączenia cukrów i aminokwasów w wysokiej temperaturze i niskiej zawartości wody. Są powszechne spotykane w żywności, która została poddana jakiejś formie brązowienia nieenzymatycznego.
Występują w:
- słodzie jęczmiennym
- skorupie chleba
- produktach piekarniczych
- kawie

Występują również w ściekach po rafinacji cukru, co jest zjawiskiem negatywnym.